# Apache Junction

Hrabstwo Pinal, Apache Junction zaznaczone na czerwono

Apache Junction – miasto w hrabstwach Maricopa i Pinal, w Arizonie, w Stanach Zjednoczonych. Według spisu w 2020 roku liczy 38,5 tys. mieszkańców. Znajduje się we wschodniej części obszaru metropolitalnego Phoenix. 
Nazwa miasta pochodzi od znajdującego się w tym miejscu skrzyżowania lokalnej drogi Apache Trail z autostradą międzystanową nr 60. Superstition Mountain, najdalej na zachód wysunięty szczyt Superstition Mountains, znajduje się w pobliżu.

## Dane demograficzne
Zgodnie z danymi United States Census Bureau z roku 2022 miasto zamieszkiwało 40 173 osób w 17914 gospodarstwach domowych. Gęstość zaludnienia wynosiła 442,3 osób na km². 7,3% stanowiły osoby urodzone poza granicami Stanów Zjednoczonych. 74,9% mieszkańców było rasy białej nielatynoskiej, 18% to Latynosi, 9,1% rasy mieszanej, 1,5% to Azjaci, 1,2% Afroamerykanie i 1,1% rdzenna ludność Ameryki.
Średni dochód roczny gospodarstwa domowego wynosił 56 209 USD rocznie, a na mieszkańca 34 148 USD. 12,2% ogółu populacji żyło poniżej progu ubóstwa.

### Zmiany liczby mieszkańców
| Rok  | Populacja |
| ---- | --------- |
| 1970 | 2400      |
| 1980 | 9900      |
| 1990 | 18100     |
| 2000 | 31800     |
| 2010 | 35840     |
| 2020 | 38499     |